# Krigerens hjerte
Krigerens hjerte é um filme de drama norueguês de 1992 dirigido e escrito por Leidulv Risan. Foi selecionado como representante da Noruega à edição do Oscar 1993, organizada pela Academia de Artes e Ciências Cinematográficas.

## Elenco
- Anneke von der Lippe - Ann Mari Salmi
- Peter Snickars - Markus Salmi
- Thomas Kretschmann - Lt. Maximillian Luedt
- Mona Hofland - mãe de Ann Mari
- Juha Muje - Olli